# Taken 3: Dứt điểm
Taken 3: Dứt điểm (viết cách điệu là TAK3N) là một bộ phim hành động giật gân của Pháp do Olivier Megaton đạo diễn và biên kịch bởi Luc Besson và Robert Mark Kamen. Phim có sự tham gia của Liam Neeson, Forest Whitaker, Maggie Grace và Famke Janssen. Phim khởi chiếu tại Việt Nam vào ngày 9 tháng 1 năm 2015.

## Nội dung
Cựu đặc vụ CIA Bryan Mills đến thăm cô con gái Kim để tặng cho cô món quà sinh nhật. Sau đó Bryan tâm sự với người vợ cũ Lenore, người kể về cuộc sống hôn nhân của cô. Anh đồng ý để cô đi làm những việc bên ngoài với người chồng hiện tại của cô, Stuart. Stuart đến gặp Bryan để kêu anh đừng bao giờ gặp vợ hắn nữa. Bryan không hề biết rằng Stuart đã lấy điện thoại của anh nhắn tin hẹn gặp Lenore ở bên ngoài, rồi hắn xóa tin nhắn sau khi gửi nó. Đó là địa điểm Lenore bị bắt cóc.
Ngày hôm sau, Bryan nhận được tin nhắn từ Lenore đòi gặp anh để ăn sáng. Sau khi Bryan mua bánh, anh quay về căn hộ phát hiện xác chết của Lenore. Lực lượng cảnh sát Los Angeles xuất hiện và muốn bắt giữ anh, nhưng anh đã chạy thoát. Thanh tra Frank Dotzler cho điều tra về danh tính của Bryan.
Bryan ẩn náu trong ngôi nhà an toàn của mình. Anh kiểm tra lại chuyến đi của Lenore và tìm thấy đoạn phim camera ở trạm xăng quay lại cảnh Lenore bị bắt cóc bởi những tên có hình xăm trên tay, nhưng cảnh sát đến bắt giữ anh. Trong lúc đang bị áp giải, Bryan thoát ra khỏi còng, cướp xe cảnh sát rồi trốn thoát. Bryan tìm cách gặp Kim trong nhà vệ sinh ở trường học của cô. Anh nói rằng anh đang truy tìm kẻ sát nhân thật sự và bảo cô giữ an toàn. Kim cũng nói rằng cô có thai và kể về việc Stuart thuê vệ sĩ, điều mà hắn chưa từng làm trước đây.
Bryan theo dõi chiếc xe của Stuart nhưng bị phục kích bởi một chiếc SUV của bọn mafia Nga. Chiếc SUV đẩy xe của Bryan xuống vách đá. Bryan sống sót sau vụ nổ xe, rồi đi nhờ một chiếc xe khác để bám theo bọn mafia. Đến một cửa hàng, Bryan ra tay giết hết bọn mafia. Bryan sau đó bắt cóc và tra khảo Stuart, người khai ra rằng cựu lính đặc nhiệm Spetsnaz Oleg Malankov chính là kẻ đã giết Lenore.
Với sự giúp đỡ của những người bạn thân, Bryan tấn công vào căn hộ an ninh nghiêm ngặt của Malankov. Sau một cuộc đấu súng dữ dội, Bryan giết hết các thuộc hạ của Malankov và đối đầu với hắn. Malankov lúc này bị thương nặng, tiết lộ sự thật cho Bryan nghe: Stuart lên kế hoạch giết Lenore để lấy tiền bảo hiểm trị giá 12 triệu đôla và đổ tội cho Bryan. Khi Malankov không giết được Bryan, Stuart lợi dụng Bryan giết lại Malankov và giữ hết số tiền.
Stuart làm Sam bị thương rồi bắt cóc Kim lên xe hơi. Bryan dùng chiếc Porsche của Malankov phóng nhanh ra sân bay để ngăn chặn Stuart tẩu thoát bằng máy bay. Bryan hạ gục Stuart và định giết hắn, nhưng anh quyết định không làm như thế. Dotzler và lực lượng cảnh sát đến bắt giữ Stuart. Bryan không còn bị buộc tội sát nhân nữa. Kim đang có thai cho Bryan biết rằng sau này cô sẽ đặt tên của mẹ cô cho đứa bé nếu nó là con gái.

## Diễn viên
- Liam Neeson vai Bryan Mills
- Forest Whitaker vai Thanh tra Frank Dotzler
- Maggie Grace vai Kim Mills
- Famke Janssen vai Lenore Mills-St. John
- Dougray Scott vai Stuart St. John
- Sam Spruell vai Oleg Malankov
- Leland Orser vai Sam Gilroy
- Jon Gries vai Mark Casey
- David Warshofsky vai Bernie Harris
- Jonny Weston vai Jimmy
- Don Harvey vai Thám tử Garcia
- Dylan Bruno vai Thám tử Smith
- Al Sapienza vai Thám tử Johnson